# Nhà thờ Hồi giáo Göğceli
Nhà thờ Hồi giáo Göğceli (tiếng Thổ Nhĩ Kỳ: Göğceli Camii) là một nhà thờ bằng gỗ nằm bên trong Nghĩa trang Göğceli ở Çarşamba, Samsun, miền bắc Thổ Nhĩ Kỳ. Được xây dựng trong thời kỳ Đế chế Seljuk vào những năm 1200, nhà thờ được xây dựng bằng gỗ mà không sử dụng đinh.

## Lịch sử
Nhà thờ Hồi giáo Göğceli nằm bên trong nghĩa trang cùng tên tại khu phố Hasbahçe ở quận Çarşamba của tỉnh Samsun. Theo một nghiên cứu do các nhà khoa học nước ngoài thực hiện trên các mẫu gỗ lấy từ nhà thờ vào năm 1990, được xây dựng dưới triều đại thứ hai của Hồi quốc Rûm Kaykhusraw I (r. 1205–1211) vào năm 1206. Năm 1335, cổng vòm trải qua một cuộc trùng tu. Nhà thờ được xây dựng tạo thành các bức tường bằng các tấm ván đơn xếp chồng lên nhau mà không cần dùng đến đinh. Các tấm ván tường được liên kết với nhau ở các cạnh bằng kỹ thuật ghép rãnh kép. Gỗ cây du, tần bì và hạt dẻ được sử dụng trên tường, cột, đầu cột, cột chống, xà nhà và khung cột. Các tấm ván của tường dày 15–18 cm (5,9–7,1 in), rộng 50–70 cm (20–28 in) và dài khoảng 12,60 và 20 m (41,3 và 65,6 ft). Tòa nhà có kích thước 17,50–17,75 m (57,4–58,2 ft) × 21,15–22,20 m (69,4–72,8 ft) từ bên ngoài. Cao 60–70 cm (24–28 in) so với mặt đất. Việc mở cửa dưới sàn nâng cao cho phép thông gió, ngăn ẩm ướt và mục nát của cấu trúc. Nhờ các nêm dưới tòa nhà trên mặt đất,  nhà thờ còn nguyên vẹn sau các trận động đất. Cấu trúc bằng gỗ hoàn toàn có thể được di chuyển từ vị trí này sang vị trí khác. Nhà thờ đã trải qua một đợt trùng tu vào năm 2007.

## Bên trong

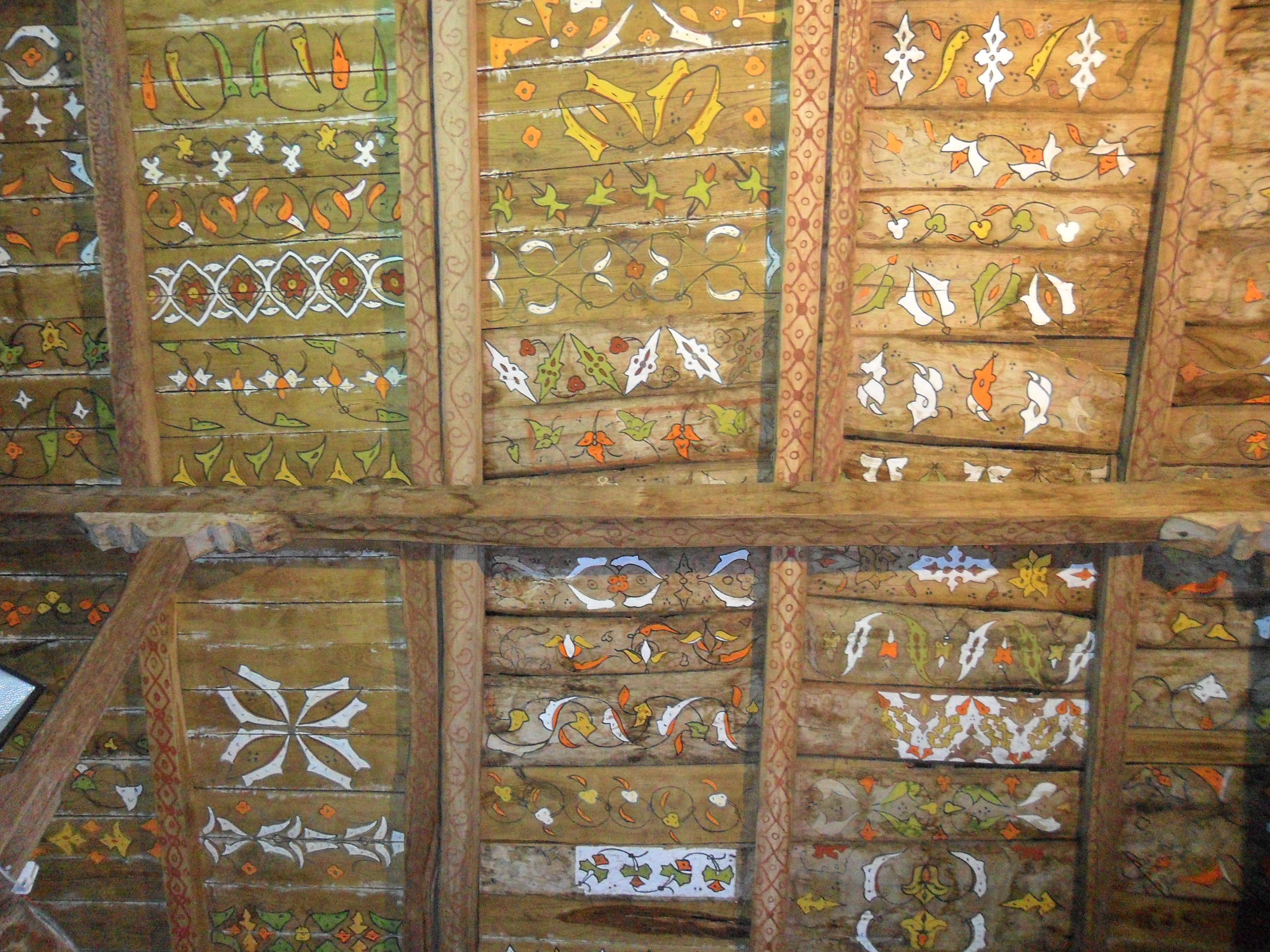
Chi tiết trần của nhà thờ.

Diện tích mái che của nhà thờ là 254 m2 (2.730 foot vuông). Đinh sắt được sử dụng trong việc kết nối các đầu cột với dầm và các phần bổ sung được thực hiện kéo dài về phía phần mái hiên dành cho phụ nữ. Phần mái phía bắc hơi cong, theo kiểu mái ba gian. Mái nhà được thực hiện bởi các bức tường và thanh chống bằng gỗ. Phần mái dành cho phụ nữ được hỗ trợ bởi sáu cột. Các đồ trang trí, có từ thời kỳ đầu và thời kỳ Đế quốc Ottoman cổ điển, được sơn màu bằng sơn thực vật. Nhà thờ đang được sử dụng, có sức chứa 300 người.
Nghĩa trang xung quanh nhà thờ được biết đến là nghĩa trang của những người lạ.